# Йонат, Артур
Артур Йонат — немецкий спортсмен, завоевавший бронзовую медаль в беге на 100 метров на Олимпийских играх 1932 года в Лос-Анджелесе (10,4 с) и серебряную медаль в эстафете 4×100 м (40,9 с, вместе с Хельмутом Кёрнигом, Фридрихом Хендриксом и Эрихом Борхмейером). Он также принял участие в забеге на 200 метров и финишировал там четвёртым (21,6 с). 5 июня 1932 года в Бохуме он также был первым европейцем, пробежавшим 100 м за 10,3 с, что в то время было мировым рекордом.
В 1930 году Йонат занял второе место на дистанции 100 метров. В 1931 и 1932 годах он стал чемпионом Германии на дистанциях 100 и 200 метров. С эстафетой 4 на 100 метров DSV Hannover 1878 он стал вице-чемпионом Германии в 1930 году, эстафетой TuS Bochum в 1931 году и третьим местом в финале чемпионата в 1932 и 1933 годах.
Артур Йонат принадлежал к спортивному клубу «DSV Hannover 1878» до 1930 года, затем к клубу «TuS Bochum 08», предшественнику «VfL Bochum». При росте 1,79 м он имел соревновательный вес 73 кг.